# Spanish Head
Spanish Head (dosłownie w j. pol. Hiszpańska Głowa) – skalisty przylądek położony przy południowo-zachodnim krańcu klifowego wybrzeża Wyspy Man, wznosi się ponad 100 m n.p.m.
Wyspa Calf of Man leży na południowy zachód od przylądka, jest oddzielona od niego cieśniną Calf Sound.
Często uważa się, że nazwa przylądka wzięła się z opowieści o statku z hiszpańskiej Wielkiej Armady, który rzekomo rozbił się na tym obszarze, bądź co bądź nie ma żadnych dowodów na poparcie tej tezy. Lokalni mieszkańcy sugerują, że obecna nazwa mogła wziąć się z nazwy występujących tu skał, pochodzącej z lokalnego języka manx, jednakże klify zbudowane są z łupków, których nazwa w języku manx brzmi sclate.